# رئالیسم (جنبش هنری)

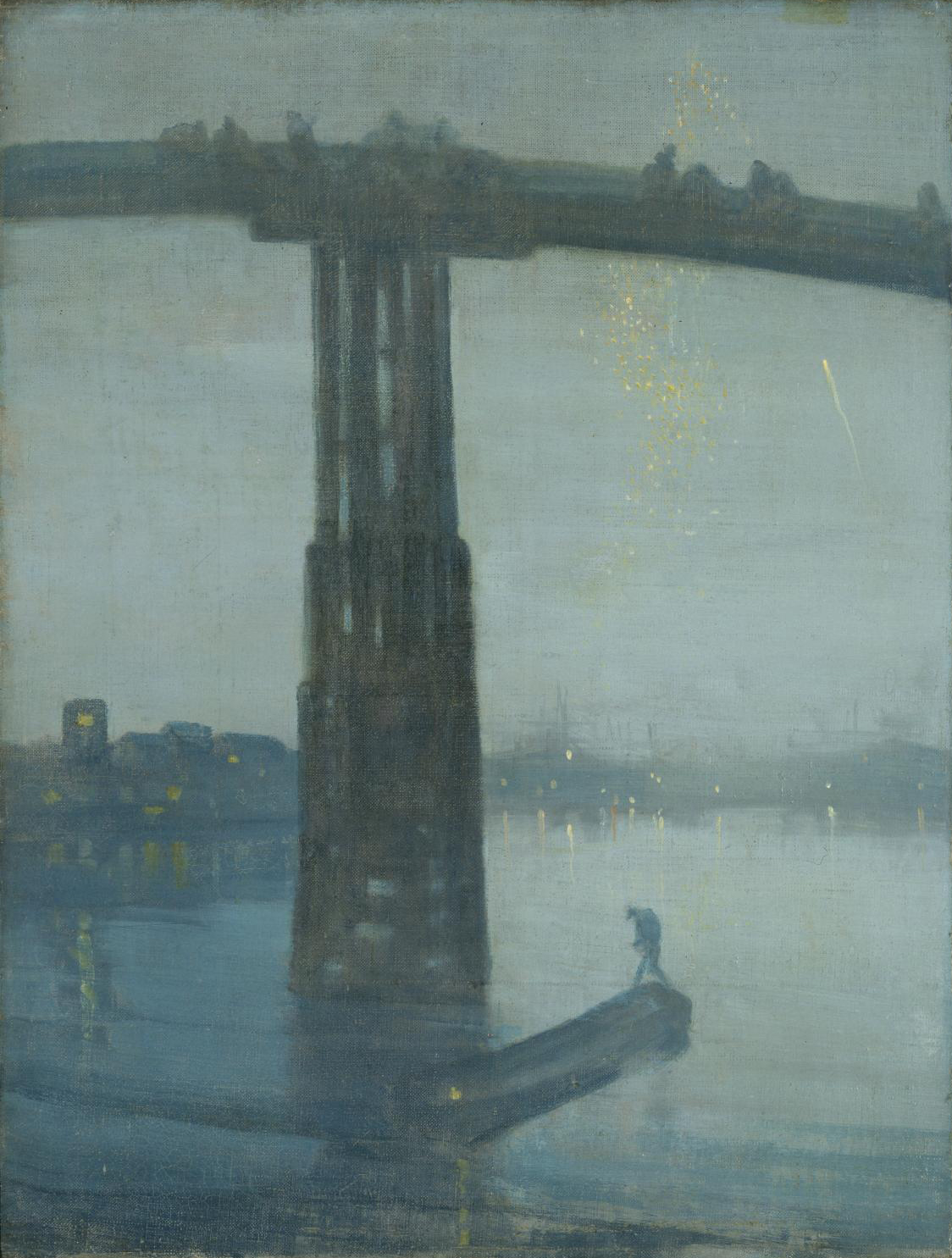
James Abbott McNeill Whistler, Nocturne: Blue and Gold - Old Battersea Bridge (1872)، تیت انگلیس، لندن، انگلیس

این مقاله در مورد واقع‌گرایی (هنر) جنبش هنری قرن نوزدهم است. برای ناتورالیسم (هنر) ناتورالیسم یا رئالیسم در هنر، به رئالیسم (هنرها) مراجعه کنید. برای دیگر کاربردها، رئالیسم (ابهام‌زدایی) را ببینید.
رئالیسم یک حرکت هنری است که در دههٔ ۱۸۴۰، حدوداً در زمان انقلاب ۱۸۴۸ در فرانسه ظهور کرد. از اوایل قرن نوزدهم، رمانتیسیسم که بر ادبیات و هنر فرانسه تسلط داشت، توسط رئالیست‌ها رد شد و رئالیسم علیه درام جنبش رمانتیک و موضوع عجیب و غریب و هیجان گرایی اغراق‌آمیز قیام کرد. با این وجود، سعی داشت افراد و موقعیتهای واقعی و معاصر را با درستی و صحت به تصویر بکشد، و از جنبه‌های ناخوشایند زندگی اجتناب نکند. این جنبش بر موضوعات و اتفاقات غیر واقعی که قبلاً در کارهای هنری رد شده بودند، تمرکز داشت. آثار رئالیستی (واقع گرایانه) مردم را از همه طبقات در موقعیت‌هایی به وجود می‌آورد که در زندگی عادی به وجود می‌آیند، و اغلب منعکس کننده تغییرات ایجاد شده توسط انقلاب‌های صنعتی و تجاری هستند. رئالیسم بیش از آن که شامل نمایش‌های ایده‌آل جهان باشد، بیشتر به چگونگی به وجود آمدن چیزها در دیدگاه توجه داشت. با معرفی عکاسی - محبوبیت این گونه آثار «واقع گرایانه» به عنوان یک منبع تصویری جدید که باعث ایجاد تمایل در مردم برای تولید نمایش‌هایی می‌شود که از نظر عینی واقعی به نظر می‌رسند، افزایش یافت.
رئالیسم در هنر فرانسه از حدود سال ۱۸۴۰ تا اواخر قرن نوزدهم شکوفا شد و به دنبال ارائه دیدگاهی واقعی و عینی از زندگی معاصر و اتفاقات آن زمان بود. رئالیست‌ها موضوعات و موقعیت‌های روزمره را در محیط‌های معاصر به تصویر می‌کشند و سعی می‌کنند افراد از همه طبقات اجتماعی را به روشی مشابه به تصویر بکشند. از پالت‌های تیره رنگ زمین برای نادیده گرفتن زیبایی و ایده‌آل سازی که معمولاً در هنر یافت می‌شد، استفاده شد. این جنبش جنجال برانگیخت زیرا به‌طور هدفمند از ارزشهای اجتماعی و طبقات بالا انتقاد می‌کرد و همچنین ارزشهای جدید همراه با انقلاب صنعتی را مورد بررسی قرار می‌داد. واقع گرایی به دلیل تلاش برای تلفیق زندگی مدرن و هنر در کنار یکدیگر، به عنوان گسترده‌ای از جنبش هنر مدرن شناخته می‌شود. از آرمان‌گرایی کلاسیک و احساسات گرایی و درام رمانتیک به‌طور مساوی جلوگیری شد و اغلب عناصر نامرغوب و نامرتب موضوعات صاف یا حذف نمی‌شدند. رئالیسم اجتماعی بر به تصویر کشیدن طبقه کارگر و برخورد با آنها با همان جدیت طبقات دیگر هنر تأکید دارد، اما رئالیسم، به عنوان پرهیز از مصنوعی بودن، در درمان روابط انسانی و عواطف نیز از اهداف رئالیسم بود. رفتار افراد با روشی قهرمانی یا احساسی به همان اندازه رد شد.
رئالیسم به عنوان یک جنبش هنری توسط گوستاو کوربت در فرانسه هدایت می‌شد. این اثر در سراسر اروپا گسترش یافت و برای بقیه قرن و فراتر از آن تأثیرگذار بود، اما همان‌طور که در جریان اصلی نقاشی پذیرفته شد، به عنوان اصطلاحی برای تعریف سبک هنری کمتر مورد استفاده قرار می‌گیرد. پس از ورود امپرسیونیسم و جنبش‌های بعدی که اهمیت برس کشی دقیق توهمی را پایین می‌آورد، معمولاً اشاره به استفاده از سبک نقاشی سنتی و تنگ‌تر صورت می‌گرفت. این برای تعدادی از جنبش‌ها و روندهای بعدی هنر مورد استفاده قرار گرفته‌است، برخی شامل نمایش دقیق توهمی، مانند فوتورئالیسم، و برخی دیگر به تصویر کشیدن موضوع «رئالیستی» به معنای اجتماعی، یا تلاش برای هر دو.

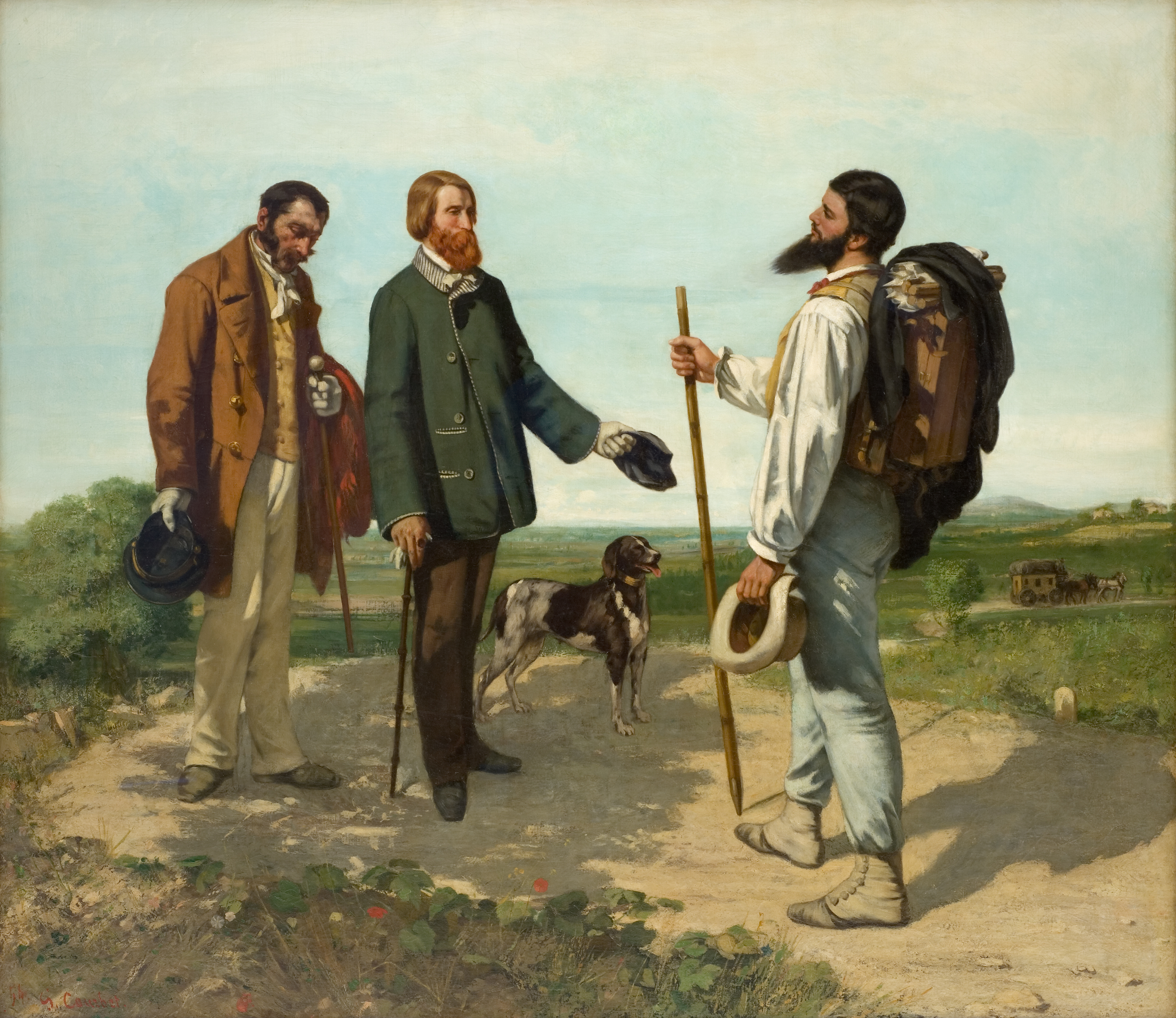
بونجور، مسیو کوربت، ۱۸۵۴. یک نقاشی رئالیستی از گوستاو کوربت.

جنبش رئالیسم از اواسط قرن نوزدهم و به عنوان واکنشی به نقاشی رمانتیسیسم و تاریخ آغاز شد. به نفع به تصویر کشیدن زندگی «واقعی»، نقاشان رئالیست از کارگران معمولی و افراد عادی در محیط‌های عادی به عنوان سوژه برای کارهای خود استفاده می‌کردند. نمایندگان اصلی رئالیسم گوستاو کوربت، ژان فرانسوا میلت، هونوره داومیر و ژان باتیست کامیل کروت بودند. ژول باستین-لپاژ با آغاز ناتورالیسم ارتباط نزدیکی دارد، یک سبک هنری که از مرحله بعدی جنبش رئالیسم ظهور می‌کند و ورود امپرسیونیسم را بشارت می‌دهد.
رئالیست‌ها از جزئیات تصحیح نشده موجود زندگی معمولی معاصر که همزمان با ادبیات ناتورالیست معاصر امیل زولا، هونوره دو بالزاک و گوستاو فلوبر است استفاده کردند.
کوربت طرفدار برجسته رئالیسم بود و او نقاشی تاریخ عامه پسند را که در آکادمی هنری مورد حمایت دولت مورد علاقه قرار گرفت، به چالش کشید. نقاشی‌های پیشگامانه او "دفن در اورنانز" و "سنگ شکن ها" مردم عادی از منطقه زادگاه او را به تصویر می‌کشد. هر دو نقاشی روی بومهای عظیمی ساخته شده‌اند که به‌طور معمول برای نقاشی‌های تاریخ استفاده می‌شوند. اگرچه کارهای اولیه کوربت از شیوه‌های پیشرفته استادان قدیمی مانند رامبراند و تیسیان الگوبرداری می‌کرد، اما پس از سال ۱۸۴۸ او یک سبک جسورانه و ظریف را با الهام از چاپ‌های معروف، علائم مغازه‌ها و سایر کارهای صنعتگران عامیانه به کار برد. در سنگ‌شکن‌ها، اولین نقاشی او برای ایجاد جنجال، کوربت از سنت چوپانی نمایندگی افراد انسانی در هماهنگی با طبیعت دوری جست. در عوض، او دو مرد را نشان داد که در کنار یک جاده بی سنگ و سنگی قرار گرفته‌اند. پنهان کردن چهره آنها بر ماهیت غیرانسانی بودن کار یکنواخت و تکراری آنها تأکید دارد. 

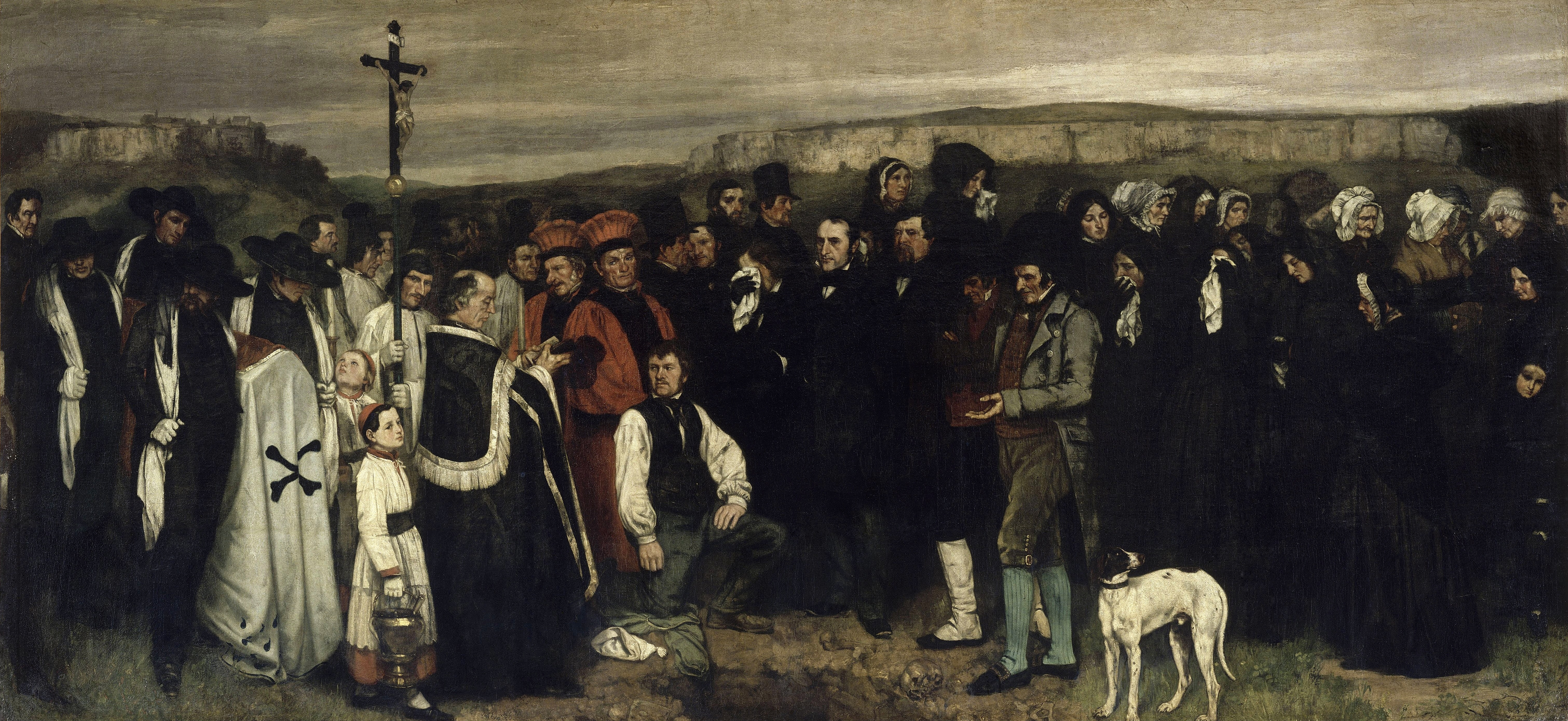
گوستاو کوربت ، دفن در اورنانز ، ۱۸۴۹
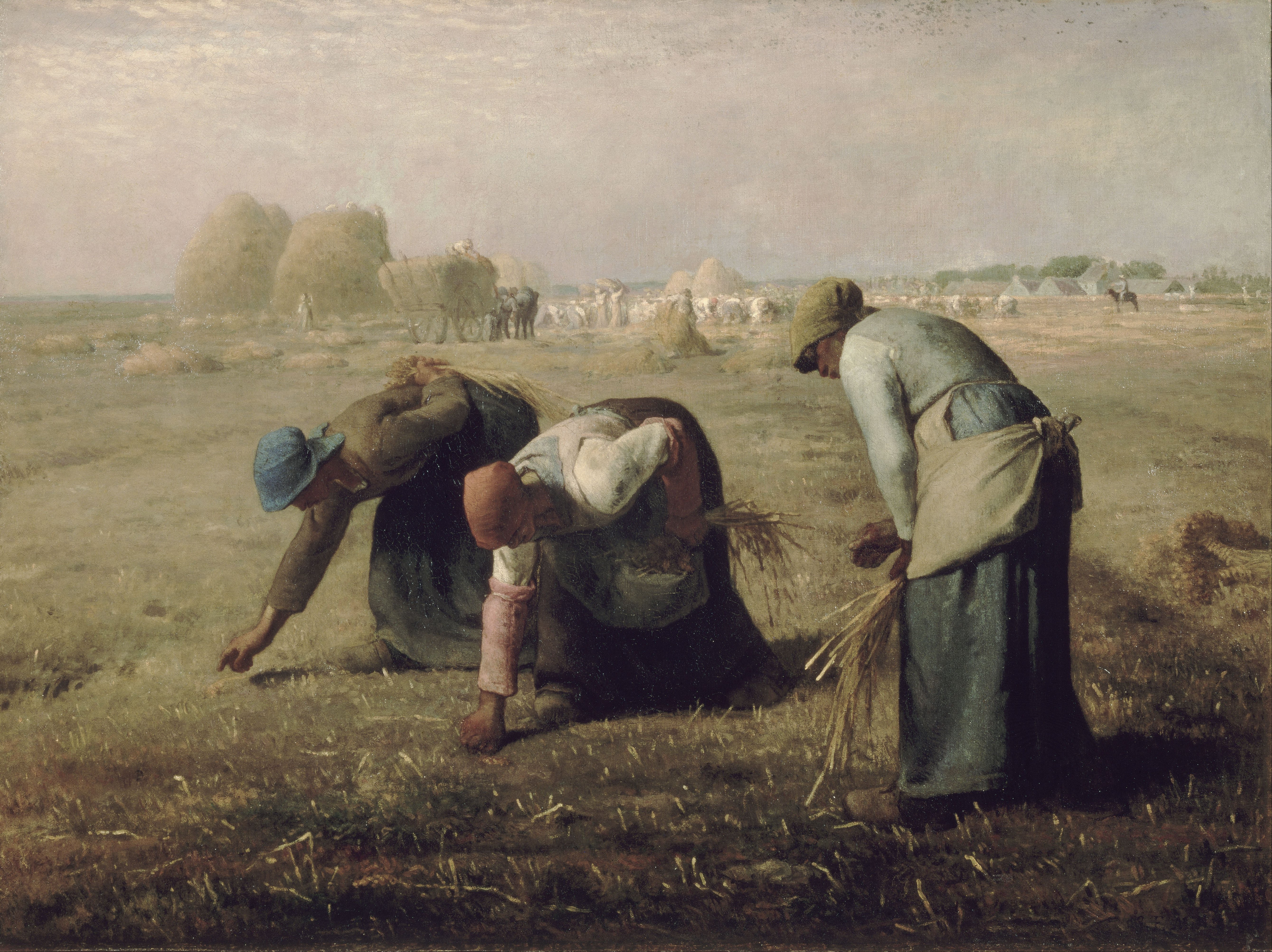
ژان فرانسوا میلت ، آرایشگران ، ۱۸۵۷
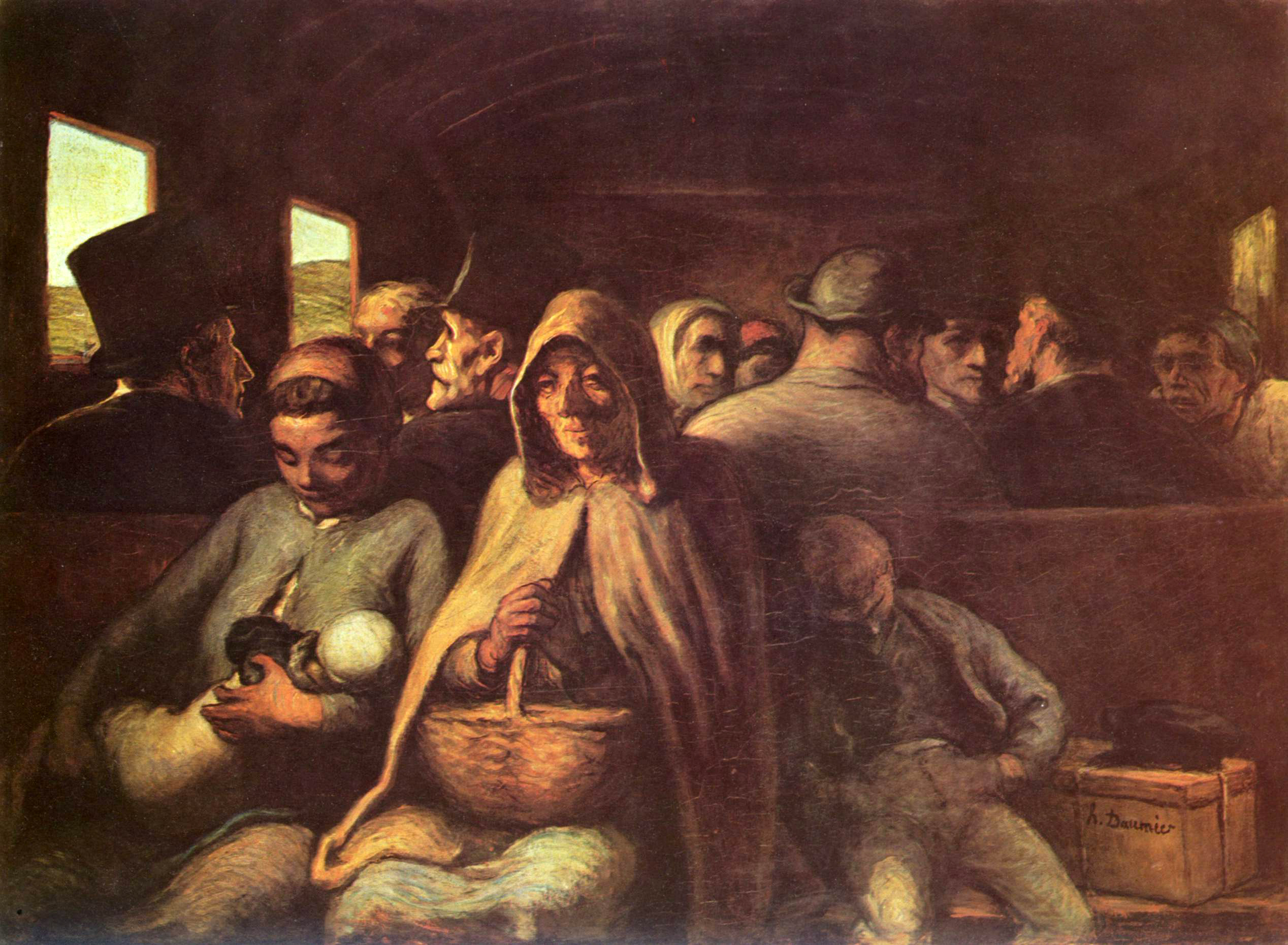
Honoré Daumier , The III Class Wagon ، ۱۸۶۲–۶۴
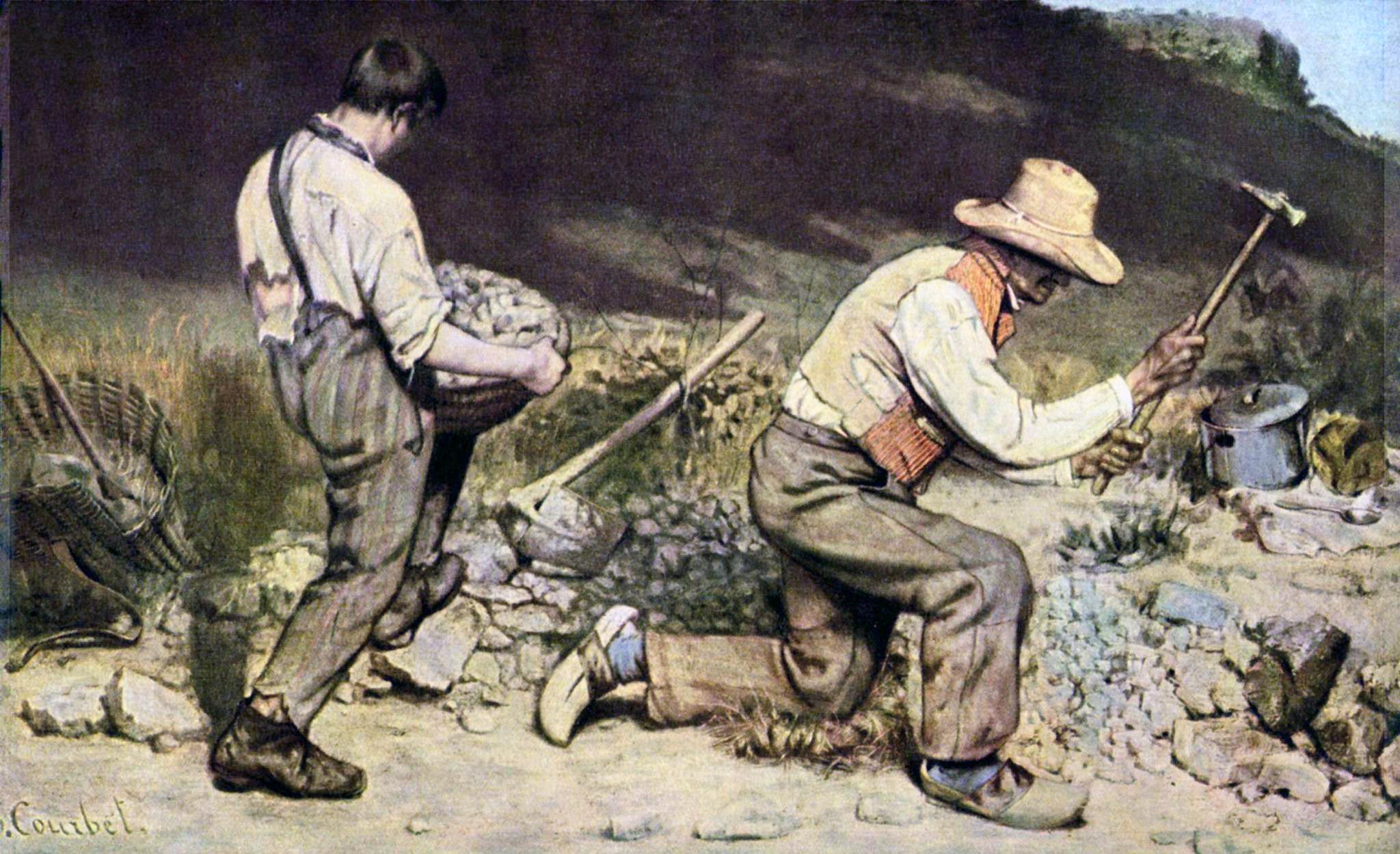
گوستاو کوربت ، سنگ شکن‌ها ، ۱۸۴۹
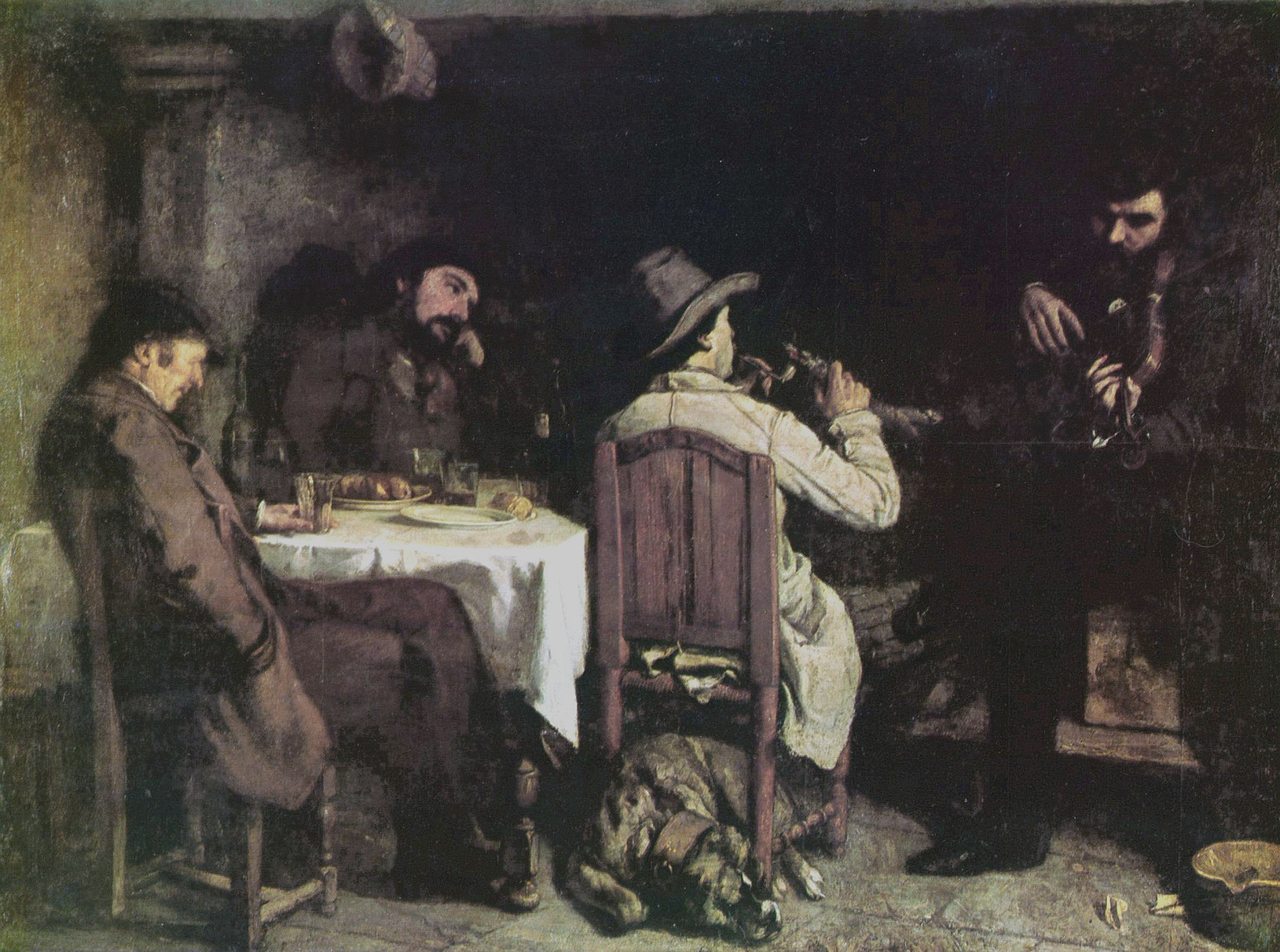
گوستاو کوربت ، پس از شام در اورنس ، ۱۸۴۹
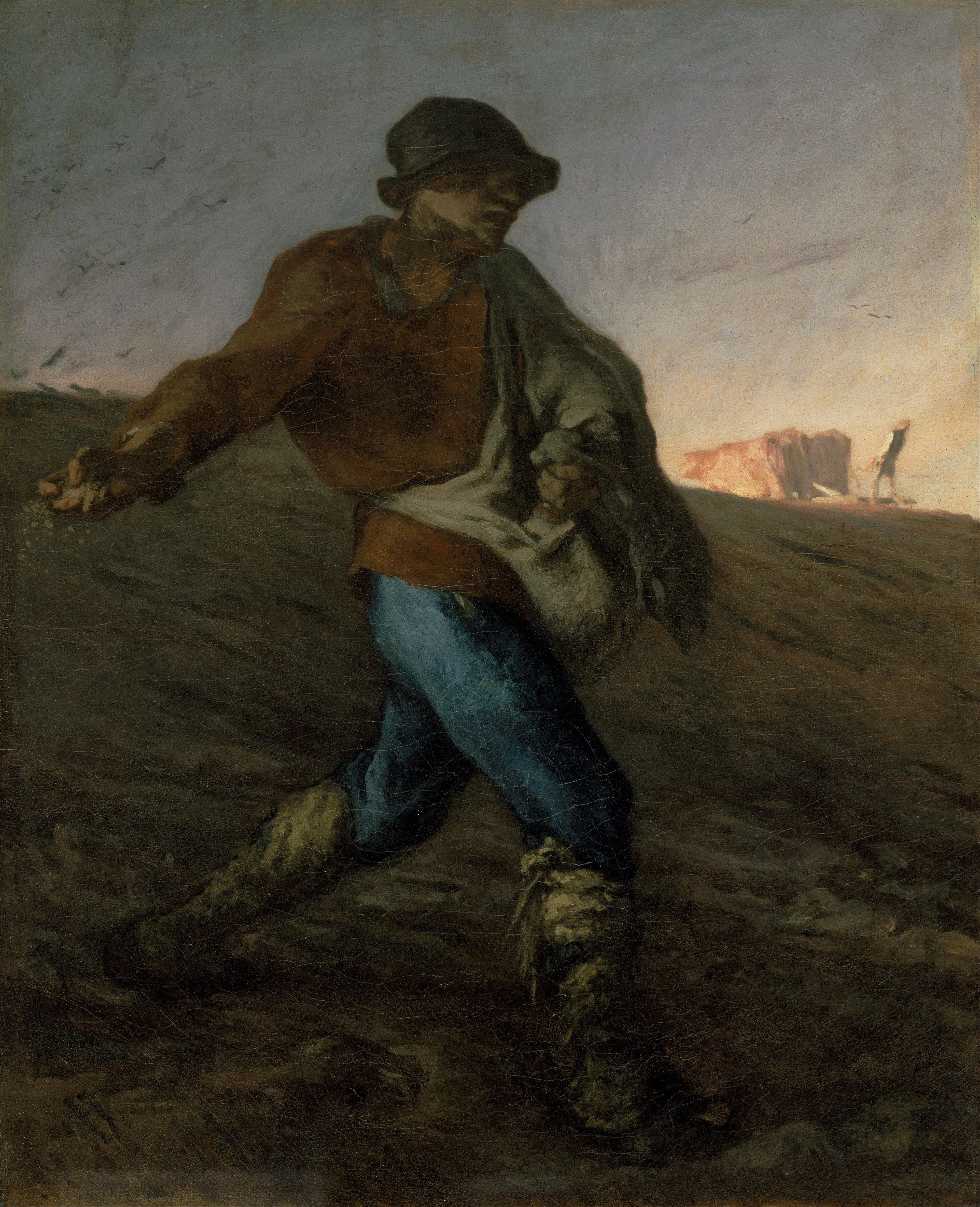
ژان فرانسوا میلت ، بذرپاش ، ۱۸۵۰
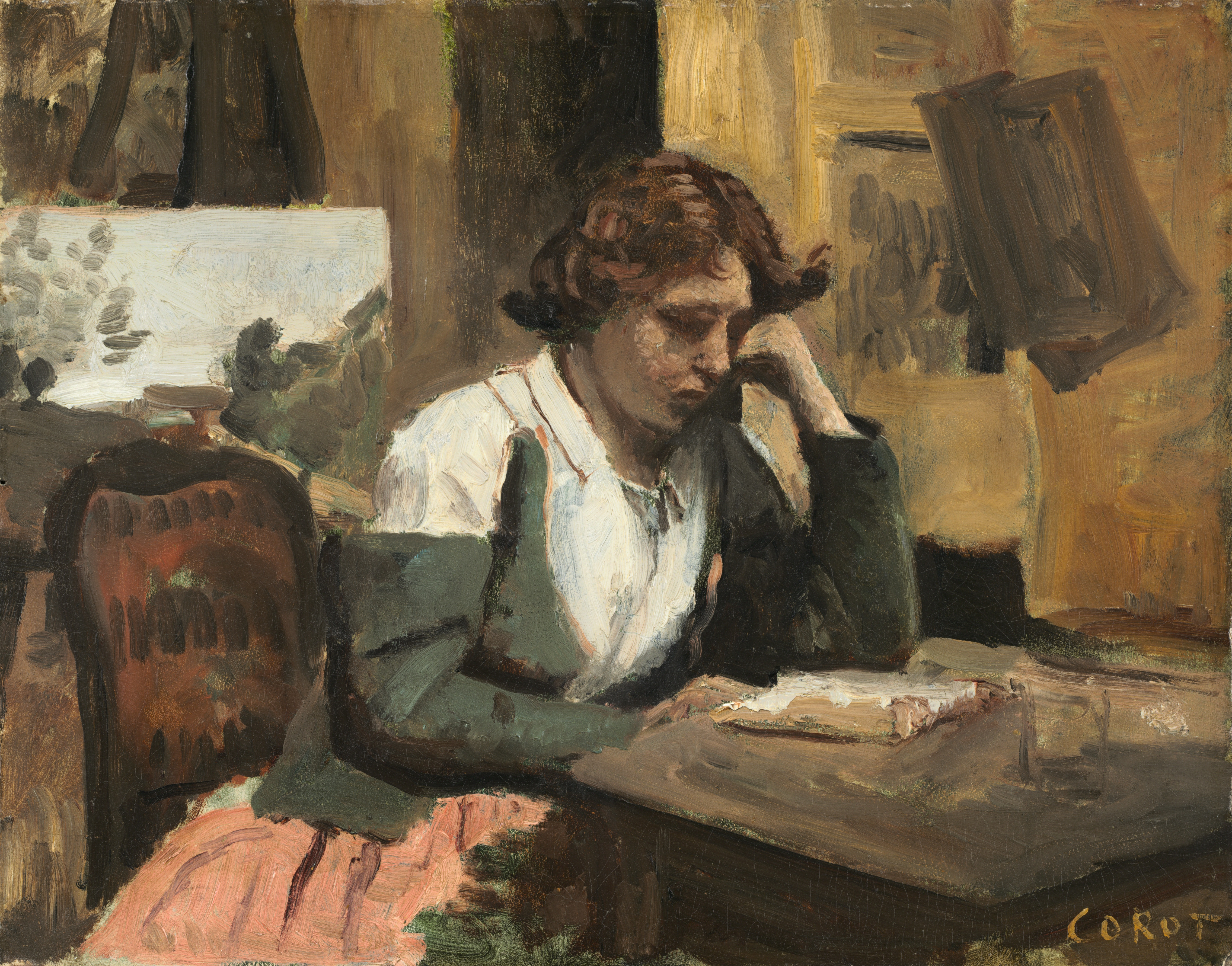
ژان باتیست-کامیل کوروت ، دختر جوان ، ۱۸۶۸ ، گالری ملی هنر
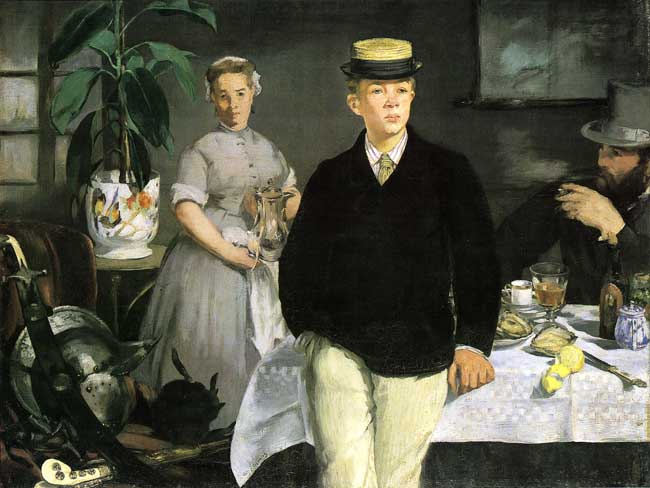
oudouard Manet ، صبحانه در استودیو (ژاکت سیاه) ، New Pinakothek , مونیخ ، آلمان ، ۱۸۶۸
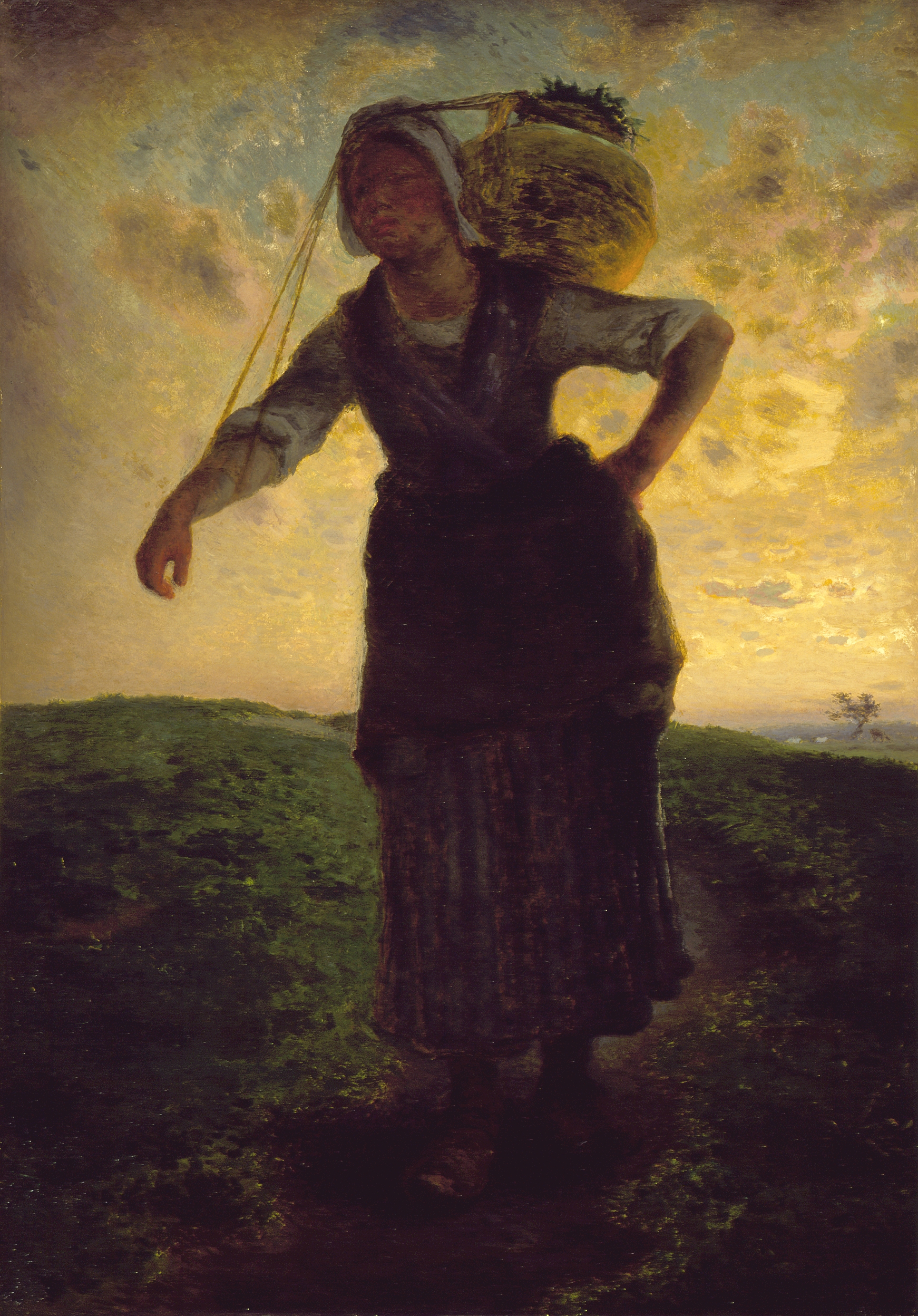
ژان فرانسوا میلت ، شیر دوشی نورمن در گرویل ، ۱۸۷۱
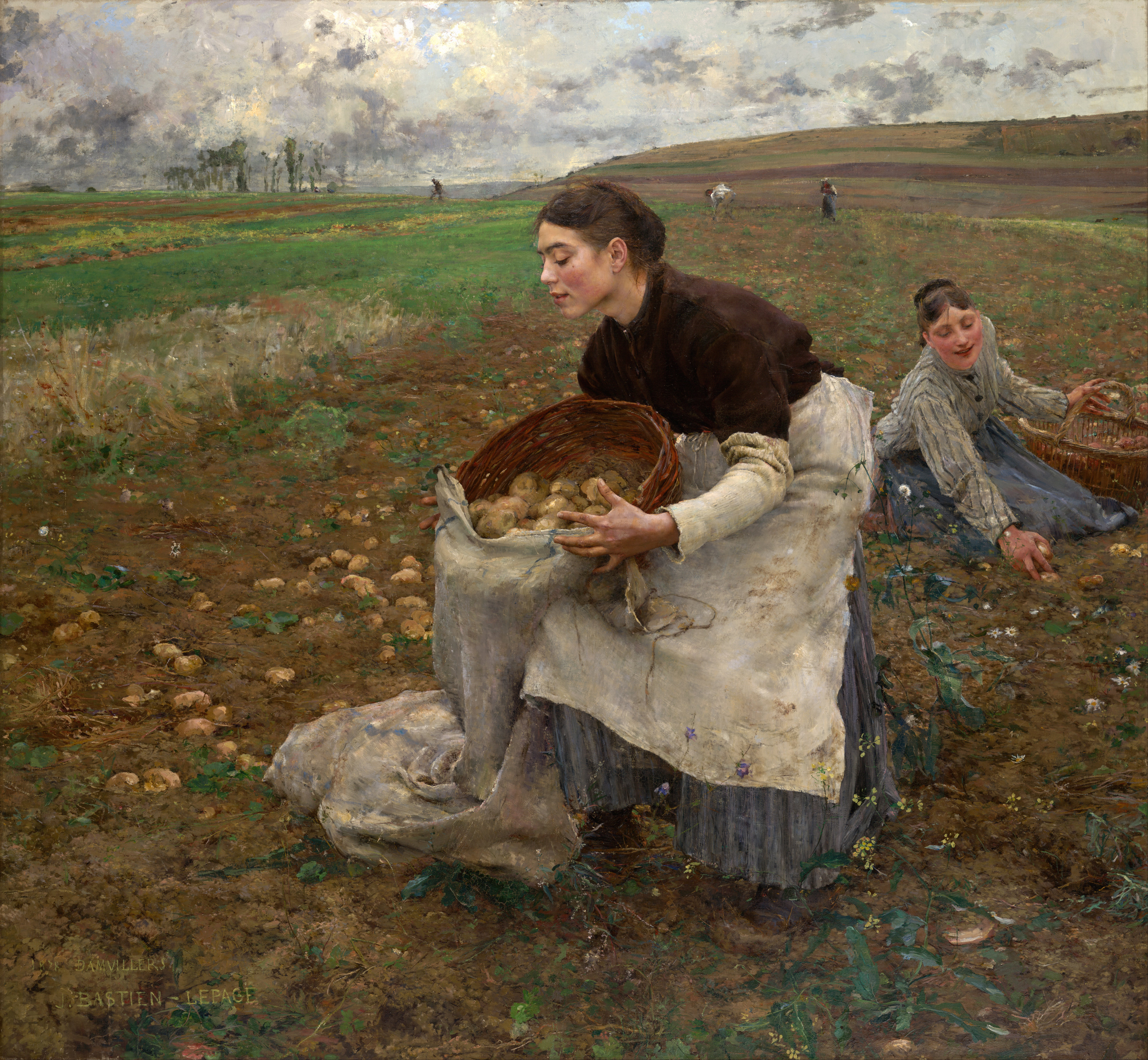

## فراتر از فرانسه

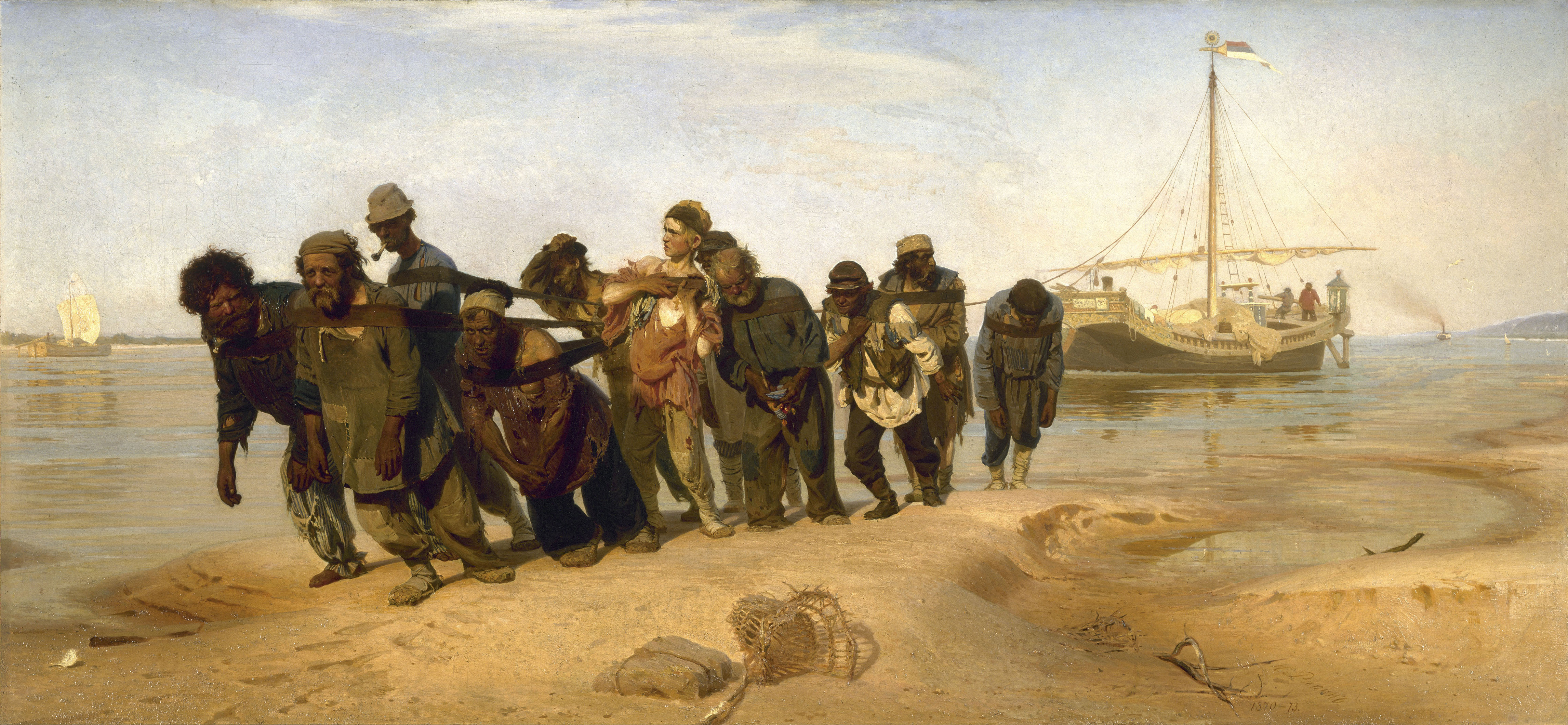
ایلیا رپین، Barge Haulers on the Volga، ۱۸۷۰–۷۳

جنبش رئالیست فرانسه در سایر کشورهای غربی دارای معادلات سبک شناختی و ایدئولوژیکی بود که تاحدودی بعد رشد کرد. جنبش رئالیست در فرانسه با شورشی علیه حمایت رسمی قدرتمند از نقاشی تاریخ مشخص می‌شد. در کشورهایی که حمایت نهادی از نقاشی تاریخ کمتر حاکم بود ، انتقال از سنت‌های موجود نقاشی ژانر به رئالیسم چنین انشعابی را نشان نداد. یک جنبش مهم رئالیستی فراتر از فرانسه، گروه Peredvizhniki یا Wanderers در روسیه بود که در دهه ۱۸۶۰ تشکیل شد و از سال ۱۸۷۱ نمایشگاه‌هایی را ترتیب داد، شامل بسیاری از رئالیست‌ها مانند هنرمند ژانر واسیلی پرو، هنرمندان منظره ایوان شیشکین، الکسی ساوراسوف و آرخیپ کویندجی، ایوان کرامسکوی پرتره، هنرمند جنگ واسیلی ورشچاگین، هنرمند تاریخی واسیلی سوریکوف و به ویژه ایلیا رپین که به گفته بسیاری مشهورترین هنرمند روسی قرن نوزدهم است.
تأثیر کوربت در آلمان به شدت احساس می‌شد، جایی که رئالیست‌های برجسته شامل آدولف منزل، ویلهلم لیبل، ویلهلم تروبنر و ماکس لیبرمن بودند. لایبل و چند نقاش جوان آلمانی دیگر در سال ۱۸۶۹ هنگامی که کوربت از مونیخ بازدید کرد تا آثار خود را به نمایش بگذارد و شیوه نقاشی خود را از طبیعت نشان دهد، ملاقات کردند. در ایتالیا هنرمندان گروه ماکیایولی صحنه‌های رئالیستی از زندگی روستایی و شهری را نقاشی کردند. مکتب لاهه واقع گرایانی در هلند بودند که سبک و مضمون آنها به شدت بر کارهای اولیه ونسان ون گوگ تأثیر گذاشت. در انگلیس هنرمندانی مانند جیمز ابوت مک نیل ویستلر آمریکایی و همچنین هنرمندان انگلیسی فورد مادوکس براون، هوبرت فون هرکومر و لوک فیلدس با نقاشی‌های واقع گرایانه که با مسائل اجتماعی و به تصویر کشیدن دنیای «واقعی» روبرو شدند، موفقیت زیادی کسب کردند.
در ایالات متحده، وینسلو هومر و توماس ایکینز واقع گرایان و پیشگامان مهم مکتب اشکان، یک جنبش هنری اوایل قرن بیستم بودند که بیشتر در شهر نیویورک مستقر بود. مدرسه اشکان شامل هنرمندانی چون جورج بلووز و رابرت هنری بود و به تعریف رئالیسم آمریکایی در گرایش به تصویر کشیدن زندگی روزمره افراد فقیرتر جامعه کمک کرد.
بعداً در آمریکا، اصطلاح رئالیسم تعاریف و تطبیق‌های مختلف جدیدی به دست آورد هنگامی که جنبش به سورئالیسم آمریکا برخورد کرد و رئالیسم جادویی از جنبش رئالیسم فرانسه در دهه ۱۹۳۰ ایجاد شد و در دهه ۱۹۵۰ واقع گرایی جدید ایجاد شد. این جنبش فرعی هنر را وجودی می‌دانست که به خودی خود در تقابل با نمایش‌های دنیای واقعی است. در آمریکای امروزی، هنر رئالیسم به‌طور کلی به عنوان هر چیزی که در هنر انتزاعی قرار نگیرد در نظر گرفته می‌شود، بنابراین شامل بیشتر هنرهایی است که واقعیت‌ها را به تصویر می‌کشد.